# Dýka a kříž (film)
Dýka a kříž (v originále anglicky The Cross and the Switchblade) je americký film z roku 1970, natočený podle stejnojmenné knihy Dýka a kříž, která byla napsána farářem Davidem Wilkersonem a pojednává o jeho působení v New Yorku. Film režíroval a scénář napsal Don Murray, ve filmu hráli roli Pat Boone, Erik Estrada a Jo-Ann Robinson.

## Scénář
106-minutový snímek byl natočen podle reálných předloh na ulicích u v polovině dvacátého století. Problém uličních dětí zde řeší přijetím křesťanství. David Wilkerson vystupuje, jako charismatický farář s cílem jim pomoci najít si správnou cestu k Bohu.